# Dryocopus lineatus
El picamaderos listado, (Dryocopus lineatus), también denominado carpintero crestirrojo, carpintero real, carpintero de garganta estriada y pito negro listado, es una especie de ave piciforme de la familia Picidae que vive en América, desde México hasta el norte de Argentina.

## Descripción

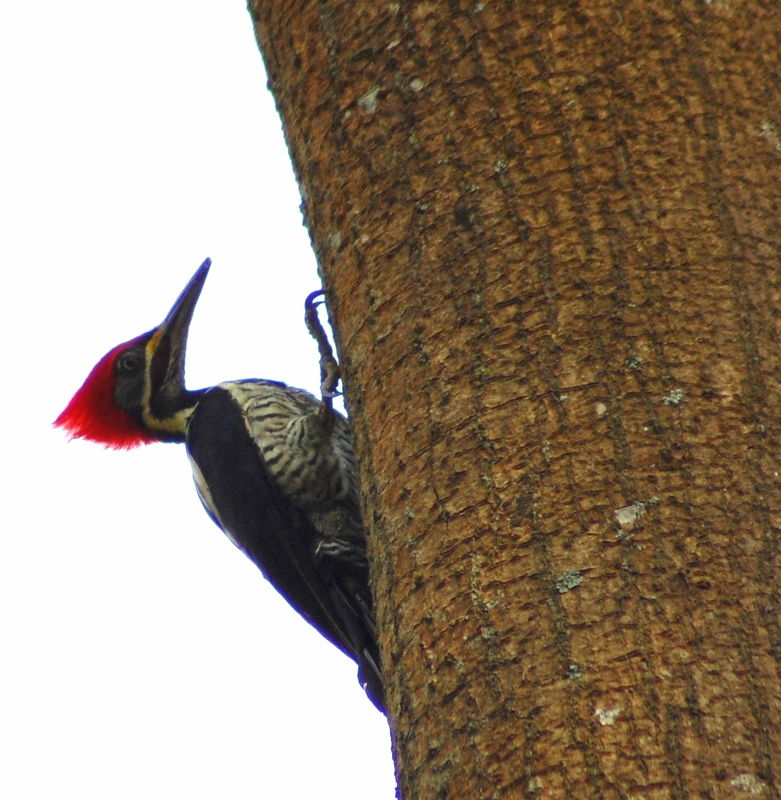
Ejemplar agarrado a un tronco en el que se aprecia sus partes inferiores listadas.

Los picamaderos listados miden de 31,5 a 36 cm de largo. Se parece a su pariente cercano el picamaderos norteamericano (Dryocopus pileatus) que vive más al norte. Los adultos son prácticamente negros en sus partes superiores con un penacho de plumas rojo en cabeza y franjas blanquecinas que van de la base del pico por el cuello hasta los hombro (aunque los individuos del sureste suelen carecer de las franjas sobre los hombros. Sus partes inferiores son blanquecinas densamente veteadas con listas negras. Cuando están en vuelo muestran la parte inferior blanca de las alas. Los machos adultos presentan una lista malar roja y su frente también es roja. En las hembras esta parte del plumaje es negra.  El pico generalmente es negro en ambos sexos en las subespecies al sur de Costa Rica; aunque tienen el pico pálido las subespecies de más al norte.
Su canto —aunque varía entre los ejemplares de su amplia zona de distribución— es un alto, repetitivo y rápido uic-uic-uic. Ambos sexos tamborilean en los troncos de los árboles.
En la mayor parte de su área de distribución se puede confundir a las hembras con las del picamaderos barbinegro (Campephilus melanoleucos), que son del mismo tamaño y tienen un plumaje similar. Pero la hembra de esa especie tiene la línea clara de la cara mucho más ancha y las líneas blancas de los hombros se juntan en la parte baja de la espalda (formando una uve). En cambio, el macho del picamaderos barbinegro no puede confundirse porque casi toda su cabeza es roja.

## Taxonomía
La especie fue primero descrita científicamente por Carlos Linneo en 1766 como Picus lineatus. El género Dryocopus, al que se la trasladó luego, fue denominado así por Friedrich Boie en 1826.
Se reconocen cinco subespecies:
- D. l. scapularis (Vigors, 1829) - en el oeste de México (desde Sonora hasta Guerrero). La banda blanca de los lados de la cara es estrecha o falta, además es más pequeño que similis y la nominal lineatus. Su píco es de colores pálidos, blanquecinos, amarillentos o azulados.
- D. l. similis (Lesson, 1847) - del este y sur de México hasta el noroeste de Costa Rica. Tiene el pico de colores pálidos como scapularis. Las partes inferiores son de colores crema. Su peso corporal de unos 136-181 gramos.
- D. l. lineatus (Linneo, 1766) - del este y sur de Costa Rica llega a Colombia en el sur y por el este a Trinidad, las Guyanas y el este y sur de Brasil (Maranhão, Bahía, São Paulo), hasta Perú y Paraguay por el sur. Su pico es oscuro. Pesa entre 186-228 gramos.
- D. l. fuscipennis (P. L. Sclater, 1860) - en el oeste de Ecuador y el noroeste de Perú. Su pico es oscuro. Es menor que la subespecie nominal. Su plumaje es parduzco, menos negro.
- D. l. erythrops (Valenciennes, 1826) - el este de Paraguay, noreste de Argentina y sureste de Brasil. Su pico es oscuro. Es más grande que la subespecie nominal. Las líneas blancas de los hombros a menudo se reducen y generalmente están ausentes en las poblaciones sureñas.[8] Pesa entre 216-264 gramos.

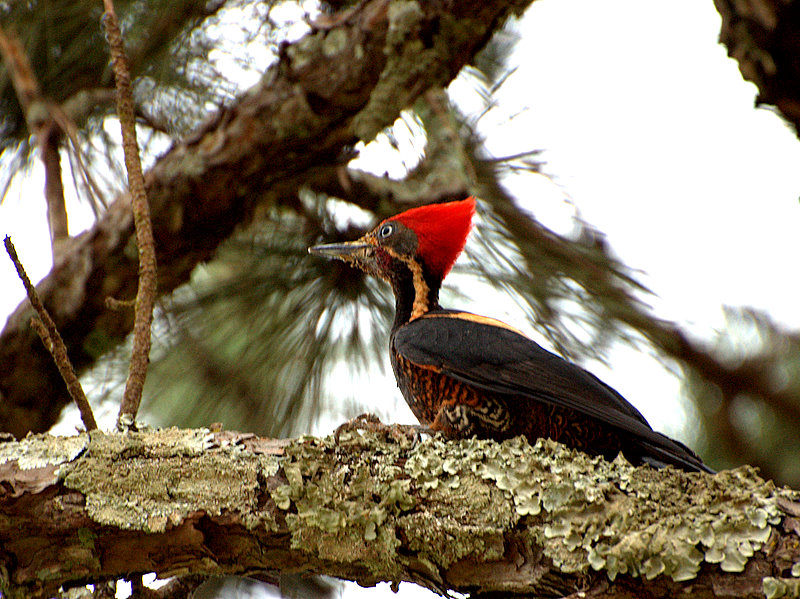
Ejemplar con vientre crema en la rama de un árbol.

## Comportamiento
El hábitat de esta especie son los bordes de los bosques y otras arboledas abiertas. Generalmente no es un ave de montaña, aunque ocasionalmente se les ha visto en tierras altas (por ejemplo en la Serranía de las Quinchas de Colombia)
El picamaderos listado agujerea los troncos de los árboles en busca de insectos. Comen principalmente insectos, especialmente hormigas, escarabajos y sus larvas, además de algunas semillas, por ejemplo de Heliconia, frutos y nueces.
Los picamaderos listados crían entre marzo y abril en Panamá, entre abril y mayo en Belice, y entre febrero y abril en Trinidad y Suriname. Las cavidades para el nido son excavadas en los troncos muertos de árboles a altura variable, entre los 2 y 27 metros por encima del suelo. Ambos sexos realizan el agujero, que mide unos 45 cm de profundidad, 13 x 18 cm de ancho, y con una entrada de unos 9 cm de diámetro. Las puestas oscilan entre los 2-4 huevos blancos (2-3 en Trinidad). Ambos sexos los incuban. Los machos y las hembras hacen turnos de 2-3 horas de incubación durante el día, pero solo los machos incuban por la noche. Los pollos son alimentados una vez cada hora por ambos progenitores por regurgitación. Aunque la hembra realiza la mayor parte de la alimentación mientras que los machos guardan el nido. Los periodos de incubación y desarrollo de los pollos no están documentados.